# هنری برومل
هنری برومل (انگلیسی: Henry Bromell; ۱۹ سپتامبر ۱۹۴۷ – ۱۸ مارس ۲۰۱۳) فیلم‌نامه‌نویس، رمان‌نویس، کارگردان تلویزیونی، تهیه‌کننده فیلم، تهیه‌کننده تلویزیونی و کارگردان فیلم اهل ایالات متحده آمریکا بود.
وی همچنین برندهٔ جوایزی همچون جوایز امی ساعات پربیننده و جایزه انجمن نویسندگان آمریکا شده است.